# 莊令翼
莊令翼（1666年3月8日—1750年7月5日），原名莊漢，字圖雲，號藻庭，江蘇省常州府武進縣（今屬常州市）人，寄籍揚州府江都縣。清朝政治人物。

## 生平
原為例貢生。康熙四十七年（1708年）中式戊子科順天鄉試舉人。
康熙四十八年（1709年）中式己丑科會試，殿試位列第三甲第十五名同進士出身。授知縣。
五十七年（1718年）二月，選授江西袁州府宜春縣知縣。
五十九年（1720年），以宜春知縣充任庚子科江西鄉試同考官。
六十一年（1722年）十一月二十日，敕封文林郎。
雍正四年（1726年），充任丙午科江西鄉試同考官。
在宜春知縣任上，愛百姓如子，司法寛仁，處理政務有條理；喜好獎掖讀書士子，曾經捐俸買田二十餘畝作為宜陽書院膏火，考核生徒如同督課弟子一般；士民都愛戴之，設置木主於五賢祠來祭祀。宜春縣舊有許多拖欠的賦稅，前任知縣多以鞭責逼徵，莊令翼認為欠稅主因在少數奸民，於是整治豪強、痛懲包攬詞訟者，緩徵百姓新糧、先上繳舊賦，廢除陋規，民力逐漸紓緩，每年度仍達成上繳規定賦額；雍正帝命大臣考察江西錢糧，僅宜春縣無逋賦，得到召見機會。
五年（1727年）二月二十八日，由吏部引見於養心殿，補授福建建寧府知府。同年調任延平府知府。
歷署江西袁州府知府、福建福州府知府。
七年（1729年），升按察使司副使分巡延建邵道。
十二年，擢福建按察使。
十三年（1722年）九月初三日，誥封通議大夫。致仕歸鄉。
乾隆十五年（1750年）六月初二日卒，年八十五歲。

## 家族
莊令翼屬毗陵莊氏第十二世。
- 祖父：莊寶（1609年－1654年），恩貢生，曾仕於南明魯王，棄職歸隱，被逮捕處死於江寧，入祀忠義祠。[9]
- 祖母：吳氏，莊寶繼室，萬曆二十六年進士湖廣布政使司右布政使吳玄孫女、監生吳我思之女。[10]
- 父：莊維嵩（1642年－1728年）[11]，康熙五十二年敕封儒林郎、雍正十三年誥贈通議大夫。
- 母：張氏，康熙五十二年敕贈太安人、雍正十三年誥贈太淑人，萬曆二十六年進士江西按察使張師繹之孫女。
- 令翼排行第二，另有一兄二姊妹：
  - 莊令輿（1662年－1740年），康熙四十五年進士，官至翰林院編修。娶崇禎十六年進士戶部主事蔡元宸孫女、蔡雲升之女。
  - 姊妹一，適康熙三十五年經魁宜興吳崇。
  - 姊妹二，適雍正元年進士松江府教授蔣汾功。

### 妻妾
- 正室：胡氏，康熙六十一年敕贈孺人、雍正十三年誥贈淑人，順治十二年進士貴州安順府知府胡宗虞之孫女。
- 側室：王氏。

### 子女
有三子三女。
- 長子：莊棨徵（1695年－1755年），雍正七年舉人，官廣東東安縣知縣。娶蔣氏，康熙五十四年進士禮部員外郎蔣芳洲之女。
- 次子：莊檍齡（1700年－1771年），監生，官雲南恩安縣知縣。娶江都史氏，康熙四十五年進士吏部員外郎史慶義之女。
- 三子：莊模正（1713年－1776年），監生。娶雍正元年進士鄒光濤之姊妹。